# Пливање на Летњим олимпијским играма 2024 — 800 м слободно за мушкарце
Трке на 800 метара слободним стилом за мушкарце на Летњим олимпијским играма 2024. одржале су се 29. јуна (квалификације) и 30. јула (финале) на базену Дефанс арене у Паризу. Ова дисциплина је тек по други пут била део олимпијског програма, од званичног дебија на ЛОИ 2020. године. 
За трке у овој дисциплини био је пријављен 31 такмичар из 24 земље.
Титулу олимпијског победника освојио је репрезентативац Ирске Данијел Вифен који је у финалу испливао и нови олимписјки рекорд у овој дисциплини. Сребро је освојио бранилац титуле из Токија Роберт Финк из Сједињених Држава, а бронзу Грегорио Палтринијери из Италије. 

## Освајачи медаља
|                     | Резултат |                   | Резултат |                             | Резултат |
|                     |          |                   |          |                             |          |
| Данијел Вифен (IRL) | 7:38.19  | Роберт Финк (USA) | 7:38.75  | Грегорио Палтринијери (ITA) | 7:39.38  |

## Званични рекорди
Пре почетка такмичења, званични рекорди у овој дисциплини су били следећи:
|                      | Име                    | Резултат | Место         | Датум         |
| -------------------- | ---------------------- | -------- | ------------- | ------------- |
| Светски рекорд СР    | Џанг Лин (КИН)         | 7:32.12  | Рим (Италија) | 29. јул 2009. |
| Олимпијски рекорд ОР | Михајло Романчук (УКР) | 7:41.28  | Токио (Јапан) | 27. јул 2021. |

Током трајања такмичења остављен је следећи рекорд:
| Датум   | Трка   | Пливач        | Националност | Време   | Рекорд |
| ------- | ------ | ------------- | ------------ | ------- | ------ |
| 30. јул | Финале | Данијел Вифен | Ирска        | 7:38.19 | ОР     |

## Квалификационе норме
Квалификациона норма за учешће у овој дисциплини износила је 7:51.65 и сви пливачи који су испливали трку у том времену на неком од званичних такмичења у периоду између 1. марта 2023. и 23. јуна 2024, стекли су право да учествују на Ирама у Паризу. У случају да довољан број пливача нема испливану квалификациону норму, следећи параметар је било селекционо време од 7:54.01. Свака од земаља је имала право да учествује са по максимално два такмичара по дисциплини, под условом да оба такмичара имају испливану квалификациону норму. Одређен број учесничких квота је попуњен на основу специјалних позивница земљама које немају квалификованих спортиста у пливању.

## Резултати квалификација
Квалификационе трке у дисциплини 800 метара слободно за мушкарце су пливане 29. јула у јутарњем делу програма, са почетком од 11.28 часова по локалном времену (UTC+2). У квалификацијама је учествовао 31 пливач из 24 земље, пливало се у 4 квалификационе групе, а директан пласман у финале остварило је 8 пливача са најбољим резултатима.
| Пласман | Трка | Стаза | Пливач                | НОК                       | Резултат | Нап. |
| ------- | ---- | ----- | --------------------- | ------------------------- | -------- | ---- |
| 1.      | 4    | 5     | Данијел Вифен         | Ирска                     | 7:41.53  | КВ   |
| 2.      | 3    | 2     | Ахмед Жауади          | Тунис                     | 7:42.07  | КВ   |
| 3.      | 3    | 3     | Грегорио Палтринијери | Италија                   | 7:42.48  | КВ   |
| 4.      | 4    | 3     | Елајџа Винингтон      | Аустралија                | 7:42.86  | КВ   |
| 5.      | 3    | 4     | Роберт Финк           | Сједињене Америчке Државе | 7:43.00  | КВ   |
| 6.      | 3    | 5     | Свен Шварц            | Немачка                   | 7:43.67  | КВ   |
| 7.      | 3    | 7     | Лука Де Тулио         | Италија                   | 7:44.07  | КВ   |
| 8.      | 2    | 8     | Давид Обри            | Француска                 | 7:44.59  | КВ   |
| 9.      | 4    | 4     | Самјуел Шорт          | Аустралија                | 7:46.83  |      |
| 10.     | 3    | 8     | Феј Ливеј             | Кина                      | 7:47.11  |      |
| 11.     | 2    | 4     | Кузеј Тунчели         | Турска                    | 7:47.29  | НР   |
| 12.     | 4    | 6     | Флоријан Велброк      | Немачка                   | 7:47.91  |      |
| 13.     | 1    | 6     | Феликс Аубек          | Аустрија                  | 7:48.49  |      |
| 14.     | 2    | 7     | Залан Шаркањ          | Мађарска                  | 7:48.90  |      |
| 15.     | 4    | 2     | Лук Витлок            | Сједињене Америчке Државе | 7:49.26  |      |
| 16.     | 3    | 1     | Виктор Јохансон       | Шведска                   | 7:49.47  |      |
| 17.     | 3    | 6     | Михајло Романчук      | Украјина                  | 7:49.75  |      |
| 18.     | 1    | 3     | Карлос Гарач          | Шпанија                   | 7:50.07  |      |
| 19.     | 1    | 7     | Лукас Енво            | Белгија                   | 7:51.51  | НР   |
| 20.     | 4    | 7     | Гиљерме Коста         | Бразил                    | 7:54.41  |      |
| 21.     | 4    | 8     | Џанг Џаншуо           | Кина                      | 7:54.44  |      |
| 22.     | 1    | 5     | Иља Сибирцев          | Узбекистан                | 7:56.67  |      |
| 23.     | 2    | 3     | Паком Брику           | Француска                 | 7:57.32  |      |
| 24.     | 2    | 2     | Јон Јентведт          | Норвешка                  | 7:59.16  |      |
| 25.     | 2    | 1     | Хенрик Кристијансен   | Норвешка                  | 8:00.55  |      |
| 26.     | 2    | 5     | Димитриос Маркос      | Грчка                     | 8:01.37  |      |
| 27.     | 4    | 1     | Марван ел Камаш       | Египат                    | 8:07.00  |      |
| 28.     | 1    | 2     | Нгујен Хуј Хоанг      | Вијетнам                  | 8:08.39  |      |
| 29.     | 2    | 6     | Алфонсо Местре        | Венецуела                 | 8:12.03  |      |
| 30.     | 1    | 4     | Влад Станку           | Румунија                  | 8:20.78  |      |
| 31.     | 1    | 1     | Тео Друан             | Монако                    | 8:25.01  |      |

## Резултати финала
Финална трка је пливана 30. јула у вечерњем делу програма, са почетком од 21.07 часова по локалном времену.
| Пласман | Стаза | Пливач                | НОК                       | Резултат | Нап.  |
| ------- | ----- | --------------------- | ------------------------- | -------- | ----- |
|         | 4     | Данијел Вифен         | Ирска                     | 7:38.19  | ОР KР |
| 2       | 2     | Роберт Финк           | Сједињене Америчке Државе | 7:38.75  |       |
| 3       | 3     | Грегорио Палтринијери | Италија                   | 7:39.38  |       |
| 4.      | 5     | Ахмед Жауади          | Тунис                     | 7:42.83  |       |
| 5.      | 7     | Свен Шварц            | Немачка                   | 7:43.59  |       |
| 5.      | 8     | Давид Обри            | Француска                 | 7:43.59  |       |
| 7.      | 1     | Лука Де Тулио         | Италија                   | 7:46.16  |       |
| 8.      | 6     | Елајџа Винингтон      | Аустралија                | 7:48.36  |       |